# Vauxhall Motors
Vauxhall är ett brittiskt bilmärke som tillverkats sedan 1903. Det köptes 1925 av amerikanska General Motors (GM) som ägde det till mars 2017 då det såldes vidare till franska PSA Peugeot Citroën och tillverkar numera enbart egna versioner av Opels modeller. Vauxhallmodellerna skiljer sig enbart genom en egen Vauxhallgrill. Tidigare hade man helt egna modeller men under 1970-talet skedde en integrering av modellprogrammen vilket ledde till dagens Vauxhallprogram. 
Vauxhall säljs enbart i Storbritannien. Tillverkning skedde tidigare i Luton men personbilstillverkningen i fabriken lades ned 2000. Nu tillverkas bilarna i Ellesmere Port. Den 17 maj 2006 varslade GM 900 av de 3000 i fabriken i Ellesmere Port om uppsägning.

## Historia

### Namnet Vauxhall

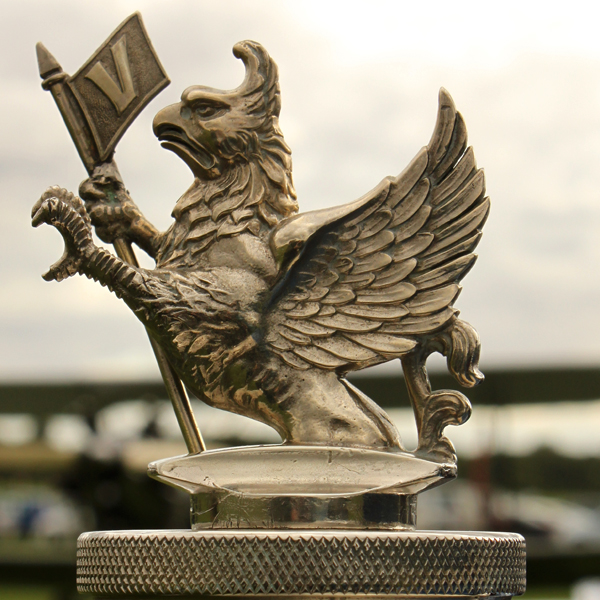
Vauxhall Griffin Vauxhall D-type (1920)

På 1200-talet blev en soldat, Fulk le Breant, rikligt belönad av kung John och fick ett landområde vid Themsens södra strand. Detta område kallades Fulks Hall men ändrades med tiden till Foxhall och slutligen blev namnet Vauxhall. 
I början av 1800-talet var området som nu kallades Vauxhall gardens ett populärt fritidsområde och på området låg även Alexander Wilson & Co. som grundades 1857 av den skotske ingenjören Alexander Wilson. Företaget tillverkade bl.a. pumpar och stora ångdrivna maskiner. Företaget ändrade sedan tillverkning och började tillverka bensinmotorer för marint bruk. 

### Vauxhall Motors
1897 bytte man namn till The Vauxhall Ironworks och tillverkade sin första personbil 1903. Bilen hade en 5 hk bensinmotor men motorstyrkan tredubblades ett år senare och priset för denna Vauxhall var £375. 1905 flyttades verksamheten till Luton. Vauxhall behövde plats för expansion och hittade i Luton kraftstation, järnvägsanslutningar och arbetare. 1907 ändrades namnet till Vauxhall Motors Ltd. Bolaget satsade på sportbilar med en stor framgång i modellen Prince Henry 1911 som ses som den första brittiska sportbilen. De allierade styrkorna använde Vauxhalls produkter under första världskriget.

### General Motors köper Vauxhall
Åren efter kriget blev bilarna billigare och mer tillgängliga för allmänheten och efterfrågan blev större. 1925 blev biltillverkaren uppköpt av amerikanska General Motors och en del av GM-familjen. Samma år köpte GM även Opel. Vauxhall började tillverka lastbilar under märket Bedford baserad på Chevrolet. GM satsade på att utöka Vauxhalls produktion och lanserade Vauxhall Cadet 1930.
Under andra världskriget byggdes bolaget nästan uteslutande stridsvagnar och lastbilar. Bland annat byggdes Churchill-stridsvagnen. Endast 100 personbilar byggdes 1940–1946. Fabriken i Luton bombades av tyskt flyg 1940. Under efterkrigstiden innebar restriktionerna i Storbritannien att huvuddelen av Vauxhalls produktion fick gå på export. Vauxhall Wyvern introducerades 1948 tillsammans med den sexcylindriga systermodellen Velox.

### Vauxhall efter andra världskriget

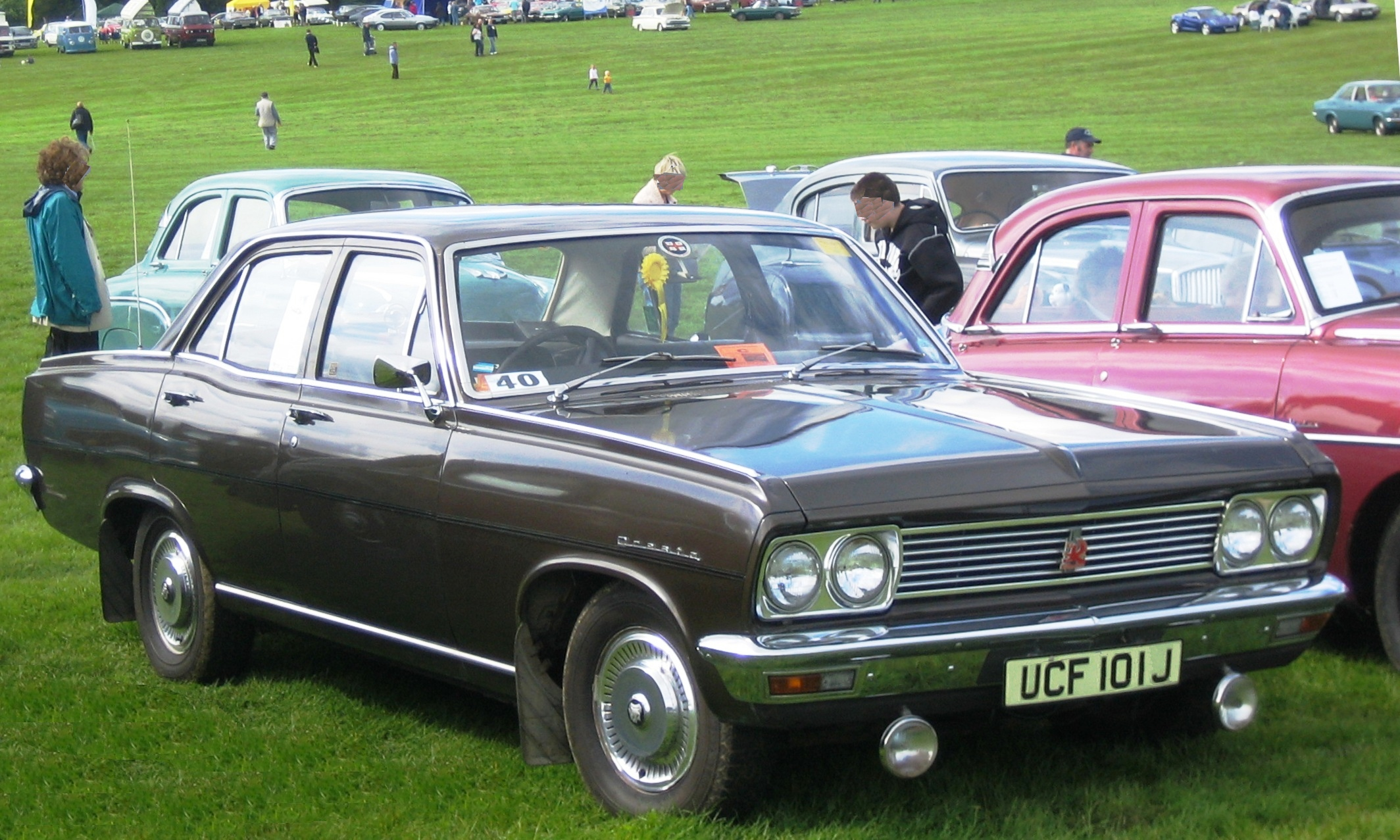
Vauxhall Cresta PC

Under 1950-talet hade man framgångar med modeller som Vauxhall Velox och Vauxhall Cresta. 1953 tillverkade Vauxhall för första gången över 100 000 bilar per år. Hösten 1957 kom Velox/Cresta PA där karossen var influerad av det rådande amerikanska modet, med fenor och panoramaruta fram. Efter den extravaganta PA-modellen kom reaktionen med Velox/Cresta PB hösten 1962. Den konservativa karossen var större än företrädaren, men tekniken var densamma. 
Produktionen i Ellesmere Port startades 1964 och första bilen som tillverkades där var Vauxhall Viva. Viva HA var Vauxhalls första småbil efter andra världskriget när den presenterades 1963. 1964 var också ett nytt rekordår med 342 873 tillverkade bilar. Idag tillverkas Vauxhall och Opel Astra där. 1972 upphörde tillverkningen av stora Vauxhall-bilar. 1975 lanserades mellanklassbilen Vauxhall Cavalier som var systermodell till Opel Ascona och blev en storsäljare i Storbritannien.

### "Opeliseringen" av Vauxhall

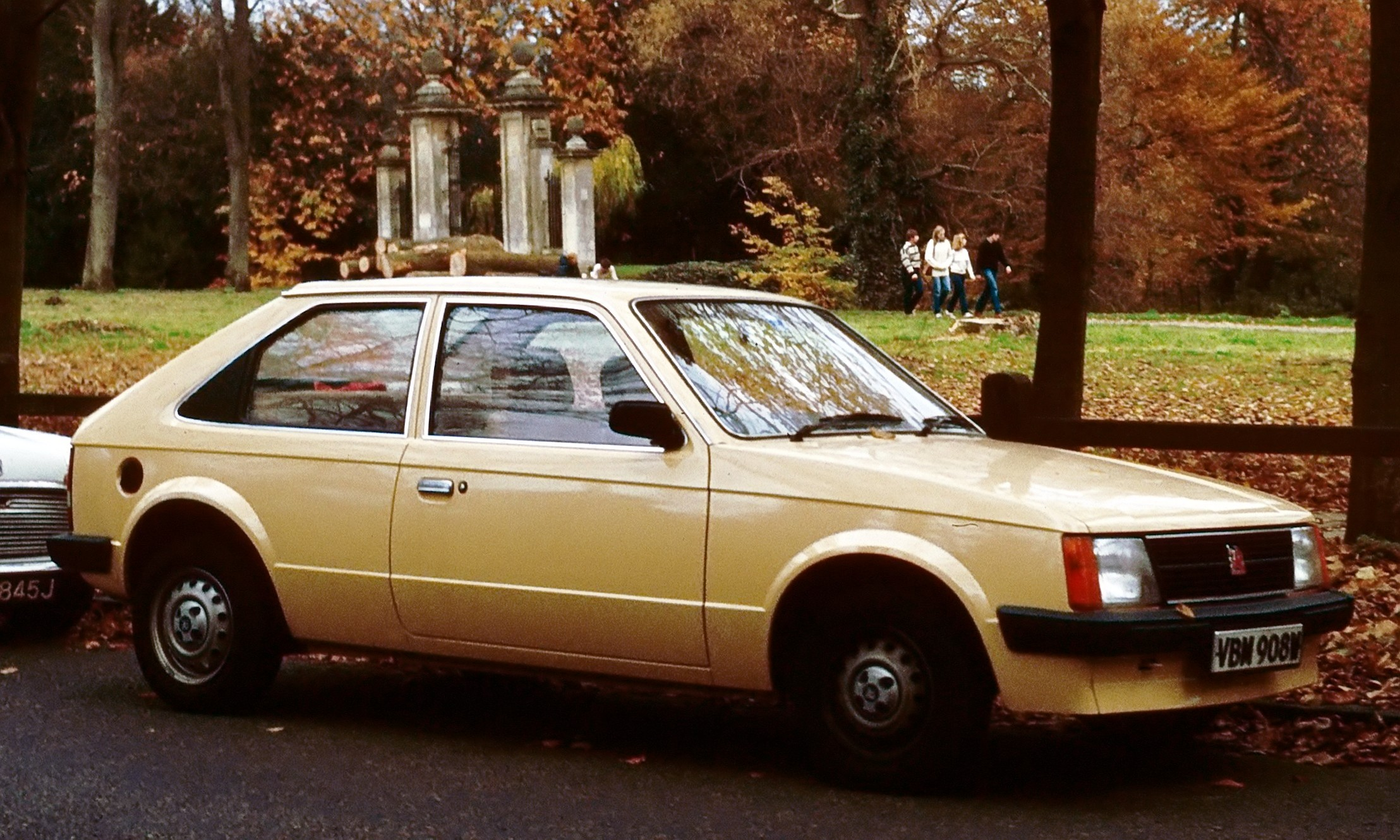
Vauxhall Astra.

Under 1970-talet började GM att sammanföra Vauxhalls och tyska Opels modellprogram. Modellerna blev mer och mer identiska. Till en början fanns skillnader i fronten (Vauxhallmodellerna hade en front som kallades the "droopsnoot") och Vauxhall behöll sina egna modellnamn vilket var fallet hos modeller Chevette, Cavalier och Carlton som var omstylade Opel Kadett, Ascona och Rekord. Modellerna Viceroy och Royale var identiska med Opel Commodore och Senator och importerades från Västtyskland. Vauxhall Carlton blev den första Vauxhall att inte tillverkas i England. Den tillverkades av Opel i Västtyskland.
Våren 1975 introducerades Vauxhall Chevette. Vauxhall Chevette  var ett exempel på GM-koncernens effektiviseringar. General Motors byggde sin världsbil T-Car under olika namn över stora delar av världen under sjuttiotalet: Nord- och Sydamerika (Chevrolet Chevette), Australien (Holden Gemini), Japan (Isuzu Gemini) samt Europa (Opel Kadett). Det finns även systermodeller hos australiensiska Holden och modeller som delar komponenter. Vauxhalls sportbil, Vauxhall Monaro, är i själva verket en sportbil utvecklad av Holden. Idag är denna bil ersatt med Vauxhall VXR8 som också är en bil från Holden.

### Vauxhall/Opel
I slutet av 1970-talet minskade försäljningen och Vauxhall började gå med förlust. 1979 flyttades utvecklingen av fordonen till Opel i Rüsselsheim och Luton fick lite att säga till om. 1980 utsågs John Bagshaw till ny chef med uppdraget att vända den negativa trenden. Viktiga bilar blev Vauxhall Astra och den nya Vauxhall Cavalier. Vauxhall Astra hade helt utvecklats av Opel i Västtyskland som nya Opel Kadett. 1982 valde GM att enbart sälja Opel och inte Vauxhall på Irland. Samtidigt slutade Vauxhall att säljas i Sverige då Vauxhalls export upphörde till förmån för Opel i Europa. 1988 såldes den sista Opel-modellen i Storbritannien och Nordirland. 1987 gick Vauxhall åter med vinst efter att ha gått med förlust 18 av de senaste 19 åren. 1990 öppnades Vauxhall nya huvudkontor i Luton – Griffin House.
1994 införde man tydlig V-grill på Vauxhalls modeller för att tydliggöra att det rörde sig om Vauxhallmodeller och inte Opel. Men när Insignian lanserades blev nu även grillarna gemensamma med Opel.

### PSA Peugeot Citroën köper Vauxhall
I mars 2017 meddelade General Motors att Vauxhall och Opel säljs till franska PSA Peugeot Citroën.

## Modeller
- 1903 5 hp
- 1904 6 hp
- 1911–14 Prince Henry
- 1913–27 30/98
- 1922–27 14/40
- 1922–26 23/60
- 1926–28 25/70
- 1927–30 20/60
- 1929-33 Cadet V
- 1930-34 Light 6 AS
- 1934-36 Big 6 B
- 1935-38 Light 6 D
- 1935–40 25 hp G
- 1937–47 10/4 H
- 1937–46 12/4 I
- 1939–48 14/6 J
- 1948-51 Wyvern L
- 1948-51 Velox L
- 1951-57 Wyvern E
- 1951-57 Velox/Cresta E
- 1957-61 Victor F
- 1957-62 Velox/Cresta PA
- 1961-64 Victor FB
- 1962-65 Velox/Cresta PB
- 1963-66 Viva HA
- 1964-67 Victor FC
- 1965-72 Cresta/Viscount PC
- 1966-70 Viva HB
- 1967-72 Victor/Ventora FD
- 1970-79 Viva/Magnum HC
- 1971-75 Firenza
- 1972-78 Victor/Ventora FE
- 1975-84 Chevette